# Ernst Adolf Coccius

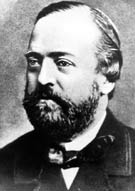
Ernst Adolf Coccius

Ernst Adolf Coccius (* 19. September 1825 in Knauthain; † 24. November 1890 in Leipzig) war ein deutscher Augenarzt und Hochschullehrer an der Universität Leipzig.

## Leben
Ernst Adolf Coccius studierte in Leipzig, Prag und Paris Medizin. 1848 wurde er mit der Arbeit De morbis typhum sequentibus promoviert und war dann an der Leipziger Augenheilanstalt als Assistent von Friedrich Philipp Ritterich (1782–1866) tätig. Coccius’ Habilitation erfolgte 1851, die Berufungen zum außerordentlichen Professor folgte 1857, die zum ordentlichen Professor 1867. Ab diesem Jahr war Coccius Direktor der Augenheilanstalt in Leipzig, eine Position, die er bis zu seinem Tod innehatte. Sein Nachfolger wurde Hubert Sattler.
1870–1871 und 1876–1877 war Coccius Dekan der Medizinischen Fakultät der Universität Leipzig. Coccius entwickelte einen Augenspiegel, bei dem eine Sammellinse zwischen Lichtquelle und Spiegel mit einem Planspiegel kombiniert ist. Er und Frans Cornelis Donders hatten 1853 mit dem Ophthalmoskop die Netzhautablösung nachweisen können.
Coccius wurde im Familiengrab in der V. Abteilung des Neuen Johannisfriedhofs beerdigt.

## Ehrung
Coccius wurde 1867 in die Leopoldina gewählt. 1938 wurde in Coccius’ Geburtsort Knauthain die frühere Hindenburgstraße in Cocciusstraße umbenannt.

## Schriften (Auswahl)
- De morbis typhum sequentibus. Polz, Leipzig 1848. (Dissertation)
- Über die Ernährungsweise der Hornhaut und die Serum führenden Gefässe im menschlichen Körper. Müller, Leipzig 1852. (Digitalisat: urn:nbn:de:bvb:12-bsb10368041-9)
- Ueber die Anwendung des Augenspiegels nebst Angabe eines neuen Instrumentes. Müller, Leipzig 1853. (Digitalisat: urn:nbn:de:bvb:12-bsb10390897-9)
- Über die Neubildung von Glashäuten im Auge. Müller, Leipzig 1858.
- Ueber Glaucom, Entzündung und die Autopsie mit dem Augenspiegel. Müller, Leipzig 1859. (Digitalisat: urn:nbn:de:bvb:12-bsb10390899-4)
- Ueber das Gewebe und die Entzündung des menschlichen Glaskörpers. Müller, Leipzig 1860. (Digitalisat: urn:nbn:de:bvb:12-bsb10390898-4)
- Der Mechanismus der Accommodation des menschlichen Auges: nach Beobachtungen im Leben dargestellt. Teuber, Leipzig 1868. (Digitalisat: urn:nbn:de:bvb:12-bsb10390900-8)
- mit Theodor Wilhelmi: Die Heilanstalt für arme Augenkranke zu Leipzig zur Zeit ihres fünfzigjährigen Bestehens. Vogel, Leipzig 1870. (Digitalisat: urn:nbn:de:bvb:12-bsb11002745-7)
- Ophthalmometia und Spannungsmessungen am kranken Auge. Leipzig 1872. (Digitalisat: urn:nbn:de:bvb:12-bsb10983665-6)
- Die Diagnose des Sehpurpurs im Leben. Leipzig 1877.